# NGC 6
Az NGC 6 egy lentikuláris galaxis a Andromeda (Androméda) csillagképben.

## Felfedezése
Az NGC 6 galaxist először William Parsons fedezte fel 1857. szeptember 18-án, és katalogizálta NGC 20 néven. Majd 28 évvel később, 1885. szeptember 20-án Lewis A. Swift, de ő NGC 6 néven katalogizálta.

## Tudományos adatok
A galaxis 4971 km/s sebességgel távolodik tőlünk.